# 永鑫能源
永鑫能源（New Green Power）是一家2012年台灣成立的能源公司，以太陽能發電站營造及維護為主。主要起家於日本太陽能產業，近年重心移回台灣太陽能產業。2018-2019年企業代言人張惠妹。

## 主要產品及服務
- 太陽能發電站營造
- 太陽能發電站維護

## 公益活動
- 2019年12月，與家扶基金會合作將企業代言人阿妹的宣傳服進行競標捐贈活動[3]。

## 外部連結
- 永鑫能源 （页面存档备份，存于）